# تیم ملی بیسبال لسوتو
تیم ملی بیسبال لسوتو نماینده کشور لسوتو در مسابقات بین‌المللی بیسبال است. این تیم زیر نظر انجمن بیسبال و سافتبال لسوتو (LBSA) فعالیت می‌کند و تاکنون در رقابت‌های جهانی، المپیک یا جام بین‌قاره‌ای حضور نداشته‌است.
این تیم متشکل از بازیکنانی است که از سوی باشگاه‌های عضو انجمن بیسبال و سافتبال لسوتو معرفی می‌شوند. سرمربی تیم توسط هیئت‌مدیره انجمن تعیین می‌گردد.

## عملکرد در تورنمنت ها

### بازی‌های همه‌آفریقا
| سال   | میزبان        | رتبه نهایی | برد                | باخت               | دوندگان زده (RS)   | دوندگان خورده (RA) |
| ----- | ------------- | ---------- | ------------------ | ------------------ | ------------------ | ------------------ |
| ۱۹۹۹  | آفریقای جنوبی | پنجم       | ۲                  | ۳                  | ۳۹                 | ۱۰۵                |
| ۲۰۰۳  | نیجریه        | پنجم       | اطلاعات موجود نیست | اطلاعات موجود نیست | اطلاعات موجود نیست | اطلاعات موجود نیست |
| مجموع | ۲/۲           |            | -                  | -                  | -                  | -                  |

### مسابقات ۱۹۹۹ بازی‌های همه‌آفریقا
- ۹ سپتامبر – لسوتو ۰–۴۳ برابر آفریقای جنوبی (پنج نوبت – بازنده: Teboho Shelile)
- ۱۱ سپتامبر – لسوتو ۱۸–۱۴ برابر غنا (برنده: Justice Tsuniyane)
- ۱۲ سپتامبر – لسوتو ۵–۳۱ برابر زیمبابوه (بازنده: Teboho Shelile)
- ۱۳ سپتامبر – لسوتو ۳–۱۴ برابر نیجریه (بازنده: Bahzakoana Shelike)
- ۱۵ سپتامبر – لسوتو ۱۳–۳ برابر اوگاندا (برنده: Justice Tsuniyane)